# Carex brainerdii
Carex brainerdii är en halvgräsart som beskrevs av Kenneth Kent Mackenzie. Carex brainerdii ingår i släktet starrar, och familjen halvgräs. Inga underarter finns listade i Catalogue of Life.